# Ariidae
Los aríidos (Ariidae) son una familia de peces actinopterigios, del orden de los siluriformes.

## Morfología
- Presentan placas óseas en la cabeza y cerca de la aleta dorsal.[2]
- Algunas especies tienen espinas venenosas en sus aletas pectorales y dorsal.[4]

Talla mediana a grande; de cuerpo alargado y robusto, cabeza cónica, redondeada y achatada; dientes finos, cónicos o granulares, los palatinos en pequeñas o grandes placas; orificios nasales muy juntos; dos, cuatro y seis barbillones o bigotes en torno a la boca, un par maxilar,  uno mandibular y otro en el mentón, cinco a siete radios branquiostegos; dorso de la cabeza parcialmente cubierto por un escudo óseo visible a trasvés de la piel en la mayoría de las especies el cual puede ser liso, rugoso, estriado o granuloso, su región posterior se extiende hasta la placa predorsal; branquiespinas totales en el primer arco branquial desde nueve o más de 50; aleta caudal profundamente ahorquillada; aleta adiposa detrás de la dorsal; aletas pectorales y dorsales con espinas rígidas, fuertes y aserradas, a veces con fuerte ponzoña, de 14 a 40 radios. Línea lateral completa.

## Biología
Se alimentan de peces pequeños y de una gran variedad de invertebrados bentónicos, como gambas, cangrejos y moluscos. El macho generalmente incuba los huevos dentro de su boca, hasta el momento de la eclosión.

## Distribución y hábitat
Se encuentran en los mares y océanos de  clima tropical y subtropical que rodean las Américas, África, Asia y Australia, mientras que están ausentes de Europa y la Antártida. Son principalmente peces marinos y de aguas salobres, pero muchas especies pueden adentrarse en el agua dulce e incluso algunas especies solamente pueden vivir en este último elemento.

## Géneros
Existen reconocidos 30 géneros, agrupados en tres subfamilias:
- Subfamilia Ariinae Bleeker, 1858:
  - Amissidens Kailola, 2004
  - Amphiarius Marceniuk y Menezes, 2007
  - Ariopsis Gill, 1861
  - Arius Valenciennes, 1840
  - Aspistor Jordan y Evermann, 1898
  - Batrachocephalus Bleeker, 1846
  - Brustiarius Herre, 1935
  - Cantarius Aguilera et al, 2013
  - Carlarius Marceniuk y Menezes, 2007
  - Cathorops Jordan y Gilbert, 1883
  - Cephalocassis Bleeker, 1857
  - Cinetodus Ogilby, 1898
  - Cochlefelis Whitley, 1941
  - Cryptarius Kailola, 2004
  - Genidens Castelnau, 1855
  - Hemiarius Bleeker, 1862
  - Hexanematichthys Bleeker, 1858
  - Ketengus Bleeker, 1847
  - Nedystoma Ogilby, 1898
  - Nemapteryx Ogilby, 1908
  - Neoarius Castelnau, 1878
  - Netuma Bleeker, 1858
  - Notarius Gill, 1863
  - Occidentarius Betancur-R. y Acero P., 2007
  - Osteogeneiosus Bleeker, 1846
  - Plicofollis Kailola, 2004
  - Potamarius Hubbs y Miller, 1960
  - Potamosilurus Marceniuk y Menezes, 2007
  - Sciades Müller y Troschel, 1849

- Subfamilia Bagreinae Schultz, 1944:
  - Bagre Cloquet, 1816

- Subfamilia Galeichthyinae Acero y Betancur-R., 2007:
  - Galeichthys Valenciennes, 1840